# Schefflera lasiogyne
Schefflera lasiogyne är en araliaväxtart som beskrevs av Hermann August Theodor Harms. Schefflera lasiogyne ingår i släktet Schefflera och familjen araliaväxter.
Artens utbredningsområde är Ecuador. Inga underarter finns listade.